# Mike Conley Sr.
Michael Alex Conley Sr. (* 5. Oktober 1962 in Chicago) ist ein ehemaliger US-amerikanischer Leichtathlet.
Conley zählte zu den besten und populärsten Dreispringern der 1980er und frühen 1990er Jahre. Bei den Olympischen Spielen 1984 in Los Angeles gewann er die Silbermedaille. Diesen Platz konnte er bei den Weltmeisterschaften 1987 in Rom wiederholen. Bei den Olympischen Spielen 1988 fehlte er in Seoul dann allerdings verletzungsbedingt. Er konnte aber, nach einer Bronzemedaille bei den Weltmeisterschaften 1991 in Tokio, bei den Olympischen Spielen 1992 in Barcelona Olympiasieger werden. Dabei hatte er Pech, dass sein Siegessprung von 18,17 Metern wegen minimaler Überschreitung der hierfür erlaubten Windunterstützung von 2,0 m/s nicht als Weltrekord und erster legaler Sprung über 18 Meter anerkannt wurde. Bei den Weltmeisterschaften 1993 in Stuttgart wurde er Weltmeister. 
Heute ist Conley als Dreisprungtrainer tätig. Sein Sohn Mike Conley Jr. ist ein professioneller Basketballspieler.